# Ulica Tłomackie w Warszawie

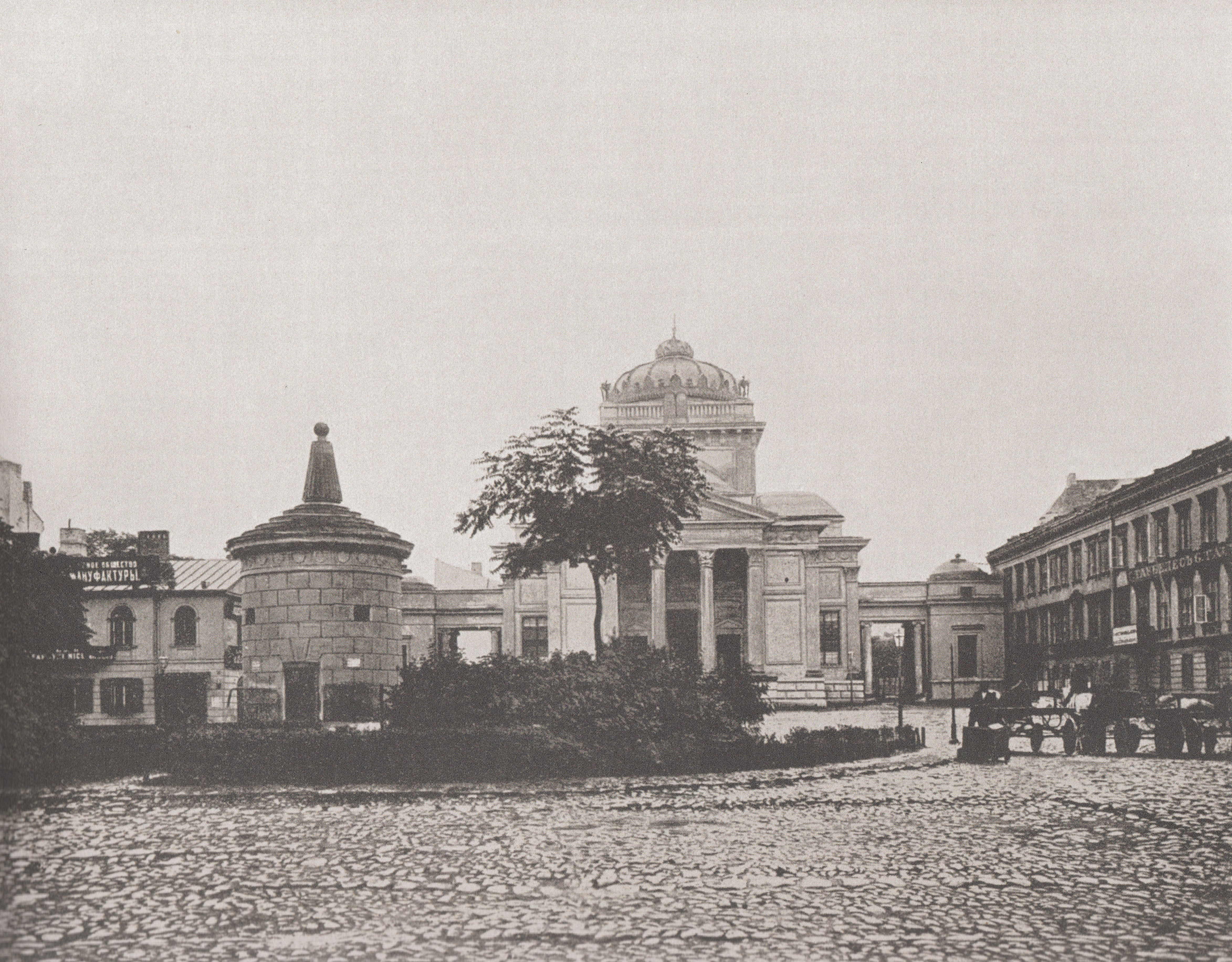
Plac Tłomackie z Wielką Synagogą i wodozbiorem Gruba Kaśka pod koniec XIX wieku

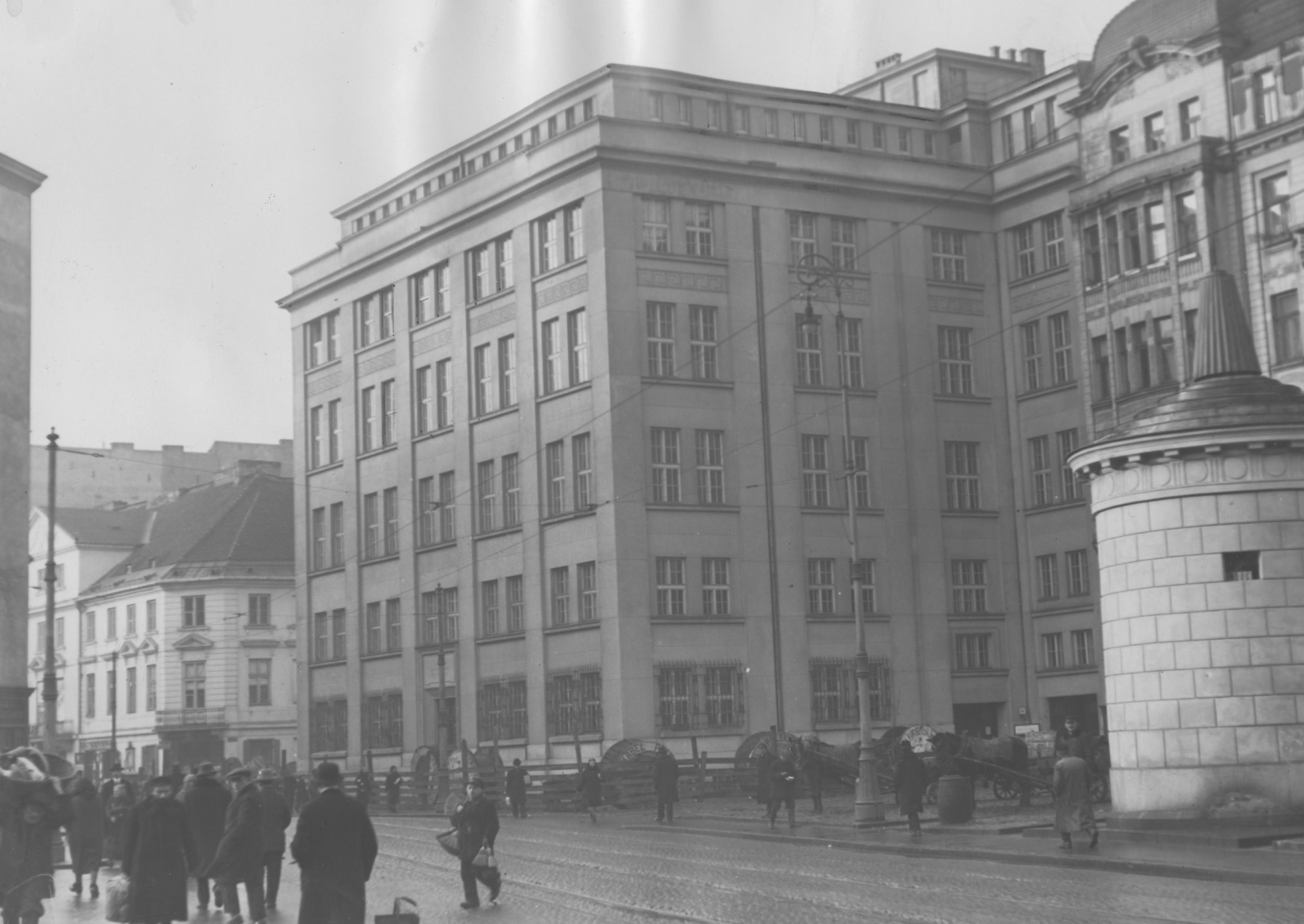
Północna część placu w 1932 roku, w centralnej części fotografii budynek centrali automatycznej Polskiej Akcyjnej Spółki Telefonicznej (nr 10)

Ulica Tłomackie – ulica w dzielnicy Śródmieście w Warszawie.

## Pochodzenie nazwy
Nazwa pojawiła się w XVIII wieku, najpierw w przekazie ustnym. Tak nazywano tereny jurydyki Tłumackie założonej przez starostę Eustachego Potockiego na wykupionym fragmencie Leszna. Nazwa „na Tłomackiem” pochodzi od miejscowości Tłumacz, skąd wywodziła się rodzina Potockiego. Zanim zaczęto zapisywać tę nazwę, przymiotnik tłumacki w ścieśnionej formie tłómacki, utrwalił się jako tłomacki. W połowie XIX wieku kamienice w tych okolicach przypisane były do ulicy Bielańskiej, a tylko dla dokładniejszej lokalizacji dopisywano „na Tłomackiem”. 
W latach 60. XIX wieku nazwy Tłómackie, Tłomackie, Tłomacka zaczęły się pojawiać na różnych planach miasta, jednak na planie Kolberga jej nie ma. Wyraźnie oddzielona od Bielańskiej ulica pod nazwą Tłomacka widnieje na planie z 1879.

## Historia
Po włączeniu jurydyki w granice administracyjne Warszawy był w tym rejonie zabudowany zespół mieszkalny – niewielki plac, z ujęciem wody Grubą Kaśką w centralnym punkcie, z wychodzącymi ulicami Leszno i Bielańską. Na Tłomackiem osiedliła się w większości zamożna ludność żydowska. W 1878 wzniesiono tam Wielką Synagogę zaprojektowaną przez Leandra Marconiego w stylu klasycystycznym z elementami renesansowymi.
W latach 1928–1936 pod nr 3/5 wzniesiono budynek według projektu Edwarda Ebera na siedziby Głównej Biblioteki Judaistycznej oraz Instytutu Nauk Judaistycznych. W pobliżu, pod nr 13, działał Związek Literatów i Dziennikarzy Żydowskich; ulica Tłomackie stała się centrum kulturalnym i intelektualnym gminy żydowskiej. W czasie II wojny światowej w gmachu biblioteki mieściła się Żydowska Samopomoc Społeczna i jeden z ośrodków konspiracji z Emanuelem Ringelblumem – twórcą konspiracyjnego archiwum getta warszawskiego.
16 maja 1943 Wielka Synagoga została wysadzona w powietrze przez Jürgena Stroopa, jako symbol likwidacji getta warszawskiego. Po wojnie ul. Tłomackie znalazła się w ciągu wytyczonej Trasy W-Z i znikła z planów Warszawy.
W 1960 projektowanej ulicy mającej łączyć ulicę Miodową z al. gen. Świerczewskiego (późniejszą al. „Solidarności”) nadano nazwę Nowe Tłomackie. Natomiast w 1983 nazwę Tłomackie nadano zaułkowi na tyłach Błękitnego Wieżowca, łączącemu al. Świerczewskiego z ul. Corazziego.
Z dawnej ulicy ocalało kilka budynków i obiektów. Należy do nich obecna siedziba Żydowskiego Instytutu Historycznego – dawna Główna Biblioteka Judaistyczna. Na dawnym miejscu, które teraz jest środkiem jezdni al. „Solidarności”, stoi odrestaurowany wodozbiór Gruba Kaśka. Ocalała też kamienica pod nr 1 zbudowana w stylu empire około 1830 (tzw. kamienica Lilpopa, obecnie al. „Solidarności” 75. Na miejscu synagogi wzniesiono Błękitny Wieżowiec.

## Ważniejsze obiekty
- Gruba Kaśka
- Żydowski Instytut Historyczny
- Błękitny Wieżowiec

## Obiekty nieistniejące
- kamienica Leonardiego, nr 4 (arch. Szymon Bogumił Zug), zbudowana w latach 1787–1793 dla Karola Schultza
- kamienica Schultza, nr 6 (arch. Szymon Bogumił Zug), zbudowana w latach 1787–1793 dla Karola Schultza
- Centrala telefoniczna Polskiej Akcyjnej Spółki Telefonicznej, nr 10 róg ul. Przejazd
- Wielka Synagoga, nr 7
- Hotel „Pod Orłem Białym” nr 9/11/13 (arch. Szymon Bogumił Zug), zbudowany przed 1785, zburzony w 1900.